# Roope Tonteri
Roope Tonteri (Valkeala, 18 de marzo de 1992) es un deportista finlandés que compitió en snowboard, especialista en las pruebas de slopestyle y big air.
Ganó cuatro medallas en el Campeonato Mundial de Snowboard, en los años 2013 y 2015.

## Medallero internacional
| Campeonato Mundial | Campeonato Mundial              | Campeonato Mundial | Campeonato Mundial |
| Año                | Lugar                           | Medalla            | Competición        |
| ------------------ | ------------------------------- | ------------------ | ------------------ |
| 2013               | Stoneham-et-Tewkesbury (Canadá) | Medalla de oro     | Big air            |
| 2013               | Stoneham-et-Tewkesbury (Canadá) | Medalla de oro     | Slopestyle         |
| 2015               | Kreischberg (Austria)           | Medalla de oro     | Big air            |
| 2015               | Kreischberg (Austria)           | Medalla de plata   | Slopestyle         |